# Danh sách câu lạc bộ bóng đá ở Guam
Đây là danh sách các câu lạc bộ bóng đá ở Guam.
- Bank of Guam Crushers
- Bentley United
- Carpet Masters
- Guam Shipyard
- KFC Soccer Club
- NO KA OI
- Paintco Strykers
- Quality Distributors
- Big Blue
- Crushers
- DeYo
- Fuji Ichiban Espada
- Han Ma Um
- Hyundai/Family
- Islanders
- Paintco Strykers II
- Rovers
- Toyota 4Runners
- Younex/Sheraton